# Kurt Schütte

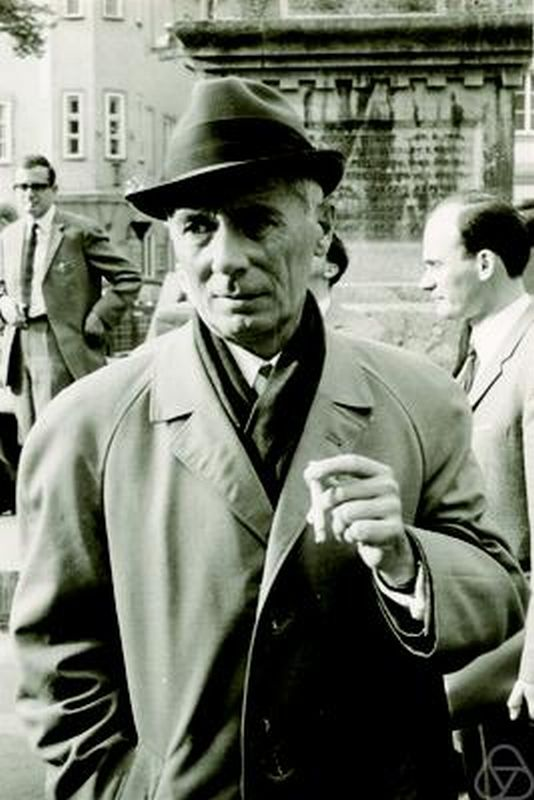
Kurt Schütte

Kurt Schütte (* 14. Oktober 1909 in Salzwedel; † 18. August 1998 in München) war ein deutscher Mathematiker und Hochschullehrer.

## Leben
Kurt Schütte studierte Mathematik, Physik, Chemie und Philosophie in Berlin und an der Universität Göttingen, wo er 1933 bei David Hilbert promovierte. Er war der letzte Doktorand von Hilbert, wurde aber eigentlich von Paul Bernays betreut. Seine Dissertation trägt den Titel Untersuchungen zum Entscheidungsproblem der mathematischen Logik. Danach legte er das Staatsexamen ab und wurde Gymnasiallehrer. Im Zweiten Weltkrieg war er Meteorologe. Danach war er wieder Lehrer und strebte eine wissenschaftliche Karriere als Assistent in Göttingen und Marburg an. 1952 schloss er seine Habilitation ab und wurde 1955 Dozent und 1958 apl. Professor an der Universität Marburg und 1962 Professor an der Universität Kiel. Von 1966 bis zu seiner Emeritierung 1977 hatte er den Lehrstuhl für Mathematische Logik an der Ludwig-Maximilians-Universität München inne. 1959/60 war er auf Einladung von Kurt Gödel am Institute for Advanced Study. Außerdem war er Gastprofessor an der ETH Zürich (1961/62) und an der Pennsylvania State University (1962/63).
In der Beweistheorie geht die Mitte der 1960er Jahre von ihm und unabhängig von Solomon Feferman eingeführte Feferman-Schütte-Ordinalzahl auf ihn zurück.
1953 löste er mit Bartel Leendert van der Waerden das Kusszahlenproblem in drei Dimensionen.
1966 hielt er einen Plenarvortrag auf dem Internationalen Mathematikerkongress in Moskau (Neuere Ergebnisse der Beweistheorie).
Seit 1973 war Schütte ordentliches Mitglied der Bayerischen Akademie der Wissenschaften und war korrespondierendes Mitglied der Österreichischen Akademie der Wissenschaften.
Er hatte 16 Doktoranden, unter ihnen Wolfgang Bibel, Wolfgang Maaß, Wolfram Pohlers und  Martin Wirsing.

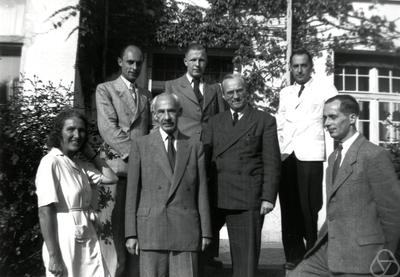
Herbst 1949 in Oberwolfach, von links: Irmgard Süss, Hans-Heinrich Ostmann, Paul Bernays, Gisbert Hasenjaeger, Arnold Schmidt, Herbert von Kaven, Kurt Schütte

## Schriften
- Beweistheorie, Springer, Grundlehren der mathematischen Wissenschaften, 1960, Englische überarbeitete Neuauflage als Proof Theory, Springer 1977
- Vollständige Systeme modaler und intuitionistischer Logik, Springer 1968
- mit Wilfried Buchholz: Proof Theory of Impredicative Subsystems of Analysis, Bibliopolis, Neapel 1988
- mit Helmut Schwichtenberg: Mathematische Logik, in Fischer, Hirzebruch u. a. (Herausgeber), Ein Jahrhundert Mathematik 1890–1990, Vieweg 1990